# Libnotes (Libnotes) sappho
Libnotes (Libnotes) sappho is een tweevleugelige uit de familie steltmuggen (Limoniidae). De soort komt voor in het Oriëntaals gebied.